# Dialloubé
Dialloubé est une localité et une commune rurale du Mali, chef-lieu d'arrondissement dans le cercle et la région de Mopti.

## Géographie
La commune s'étend sur la rive gauche du fleuve Niger au nord du chef-lieu régional Mopti.

## Histoire
En novembre 2016, les élections municipales ne peuvent pas se tenir dans la commune pour des raisons de sécurité.

## Villages
La commune compte 21 localités relevées lors du recensement général de 2009. 
Les villages le plus peuplés sont :
- Dialloubé (5 987 habitants)
- Saba (3 551 habitants)
- Ouro Alphaka (2 640 habitants)